# Pasqual Scanu
Pasqual Scanu (Alguer 1908 - Sassari 1978) fue un pedagogo y escritor alguerés en catalán e italiano. 
Se licenció en Roma y fue maestro de escuela y más tarde director escolar en la Provincia de Sassari (1937-1975). Se interesó mucho por la historia y la cultura catalana de Alguer y ha sido uno de sus mayores propulsores participando en casi todos los juegos florales de la lengua catalana desde 1959. 

## Obras
- Alghero e la Catalogna (1962)
- Pervivència de la llengua catalana oficial a l'Alguer (1964)
- Sardegna (1964)
- Sardegna nostra (1970)
- Poesia d'Alguer (1970)
- Guida di Alghero (1971)
- Rondalles alguereses (1985)

- Datos: Q3182588
- Multimedia: Pasqual Scanu / Q3182588